# Джокер (DC Comics)
Джо́кер (англ. Joker) — суперзлодей DC Comics, главный и заклятый враг супергероя Бэтмена. Джокер носит фиолетовый костюм и сражается при помощи предметов, которые стилизованы под реквизит клоуна. Считается одним из величайших персонажей и злодеев комиксов, популярность которого позволила ему появиться во всевозможных продуктах массовой культуры.

## Создание персонажа
Биллу Фингеру, Бобу Кейну и Джерри Робинсону приписывают создание Джокера, но их мнения о задумке персонажа различаются, каждый из них выдвинул свою версию событий. По утверждениям Фингера, Кейна и Робинсона, Фингер предложил взять за основу образа Джокера персонажа Гуинплена (человек с обезображенным лицом, на котором постоянно находится улыбка) в исполнении Конрада Фейдта из фильма «Человек, который смеётся» Пауля Лени по одноимённому роману Виктора Гюго, а Робинсон сделал набросок игральной карты с лицом Джокера. Также есть версия о влиянии Измождённого Белого Герцога (сценического образа Дэвида Боуи) на облик Джокера.

## Происхождение
Прошлое Джокера остаётся покрытым мраком до сих пор, несмотря на более чем восьмидесятилетнюю историю персонажа. DC продолжают придерживаться теории Алана Мура о многовариантном прошлом зловещего клоуна.
Возможно, даже сам Джокер уже не помнит, кем он был до того, как стал Джокером. По наиболее распространённой версии человек, ставший Джокером (возможно, он был неудачливым комедиантом, а, возможно, и гангстером), упал в кислоту, испугавшись Бэтмена, когда в костюме Красного колпака участвовал в ограблении карточной фабрики. В результате он сошёл с ума, обрёл белую кожу, чёрные круги вокруг глаз и зелёные волосы, а на лице у него навсегда застыла улыбка. В дальнейшем Бэтмен и комиссар Гордон прилагают немало усилий для того, чтобы поймать Джокера. Им это удается, и злодея помещают в психиатрическую лечебницу Аркхэм, из которой Джокер впоследствии неоднократно сбегает.

Однако, никаких официальных подтверждений происхождения Джокера не было. Многие из версий были отвергнуты как прикрытия или ложь о его прошлой жизни, либо ложь о том, что он не знает своего прошлого. Сам Джокер так говорит об этом («Убийственная шутка», 1988):
— Иногда я помню одно, иногда другое… В конце концов, если уж я обязан иметь прошлое, то почему только одно? Ха-ха-ха!

## Развитие персонажа

### Золотой век
Первое появление Джокера произошло в выпуске «Бэтмен» № 1 (1940), почти через год после появления самого Бэтмена в Детективных комиксах (№ 27, май 1939). Изначально Джокер предстал как безжалостный серийный убийца и вор драгоценностей, созданный по образцу игральной карты джокера с невесёлой ухмылкой, который убивал своих жертв ядом Джокера, токсином, оставлявшим на их лицах гротескные улыбки. Первоначальное намерение Билла Фингера заключалось в том, чтобы персонаж умер от ножевого ранения в сердце в момент своего следующего появления в комиксах, поскольку он считал, что появление одного и того же злодея покажет Бэтмена неумелым. Однако тогдашний редактор, Уитни Эллсворт, отверг эту идею. В последний момент в комикс наспех было добавлено сообщение, указывающее читателю, что, несмотря на рану, полученную Джокером, он всё ещё жив.
Повторные появления Джокера сделали его заклятым врагом Бэтмена и Робина. После того, как в те годы DC Comics стали ориентироваться на детскую аудиторию, в образе Джокера произошли некоторые изменения: он приобрёл шутливый характер и перестал использовать огнестрельное оружие, изобретая более оригинальные способы противостояния Бэтмену.
Обложка выпуска «Детективные комиксы» № 69 (ноябрь 1942), на которой Джокер появляется из лампы джинна и целится в Бэтмена и Робина из двух пистолетов, считается одной из лучших обложек комиксов о супергероях Золотого века и является единственным изображением Джокера той эпохи, использующего традиционное огнестрельное оружие.

### Серебряный век
Джокер продолжает регулярно появляться в комиксах о Бэтмене. Именно в это время в выпуске «Детективные комиксы» № 168 (1951) Билл Фингер приводит версию происхождения Джокера: тот описывается как преступник Красный колпак, а уродства в его внешности объясняются падением в чан с кислотой на химическом заводе.
В 50-е годы XX века немецко-американский психиатр и писатель Фредрик Вертэм выдвигает гипотезу о том, что средства массовой информации и, в частности, комиксы, несут ответственность за рост преступности и насилия среди несовершеннолетних. Гипотеза находит поддержку у общественности. Вследствие этого Джокер ещё больше отходит от своего образа, превращаясь в глупого, вороватого обманщика без его первоначальных склонностей к убийству.
После 1964 года Джокер появлялся в комиксах редко, так как редактором комиксов о Бэтмене стал Юлиус Шварц, которому Джокер не нравился. Джокер рисковал стать малоизвестным, однако его шутливая версия была популяризирована в телесериале «Бэтмен» 1966 года, в котором злодея сыграл Сизар Ромеро. Популярность шоу вынудила Шварца продолжать комиксы в том же духе. В дальнейшем популярность сериала падала, а вместе с ней и популярность комиксов о Бэтмене. Для исправления ситуации DC Comics было принято решение отойти от историй, ориентированных в основном на молодёжную аудиторию, и вернуть Бэтмена и Джокера к их тёмным корням.

### Бронзовый век
Джокер возвращается в 70-х годах XX века в выпуске комиксов о Бэтмене. Персонаж был переработан редактором Деннисом О’Нилом и художником Нилом Адамсом. Он вновь предстаёт как импульсивный маньяк-убийца, который по уму не уступает Бэтмену. Было положено начало тенденции, согласно которой Джокер будет появляться реже в качестве центрального персонажа, однако каждое такое его появление будет иметь большое влияние. В 1973 году О’Нил выдвинул идею о том, что Джокер юридически невменяем. Это объясняло, почему злодея впоследствии отправляют в психиатрическую лечебницу Аркхэм (введенную О’Нилом в 1974 году как Больница Аркхэм), а не в тюрьму.
В 1976 году редактором стала Дженнет Кан, за время пребывания которой на этом посту Джокер стал одним из самых популярных персонажей DC.

### Современная эпоха
В 80-е годы XX века Джокер оказывает значительное влияние на Бэтмена и его историю. Например, в сюжетной арке 1988—1989 годов «Смерть в семье» Джокер убивает помощника Бэтмена (второго Робина, Джейсона Тодда). Тодд был непопулярен среди фанатов. Вместо того, чтобы изменить своего персонажа, DC Comics организовали голосование, позволив читателям решить его судьбу. Большинством голосов (72 голоса) Джейсон Тодд был убит Джокером с помощью лома, которым он забил его до смерти. Это стало важной вехой в истории Бэтмена: впервые Джокер убил не анонимного свидетеля, а основного персонажа.
В это же время на свет появляются графический роман Алана Мура «Убийственная шутка» (1988) и графический роман Гранта Моррисона «Лечебница Аркхэм: Дом скорби на скорбной земле» (1989). Первый вновь приводит версию происхождения Джокера, связанную с Красным колпаком и падением в чан с химикатами, второй — сконцентрирован на психологической составляющей отношений Бэтмена, Джокера и других злодеев, содержащихся в лечебнице Аркхэм.
В мультсериале 1992 года впервые появляется Харли Квинн: психиатр, которая влюбляется в Джокера и оказывается с ним в неоднозначных отношениях, становясь его сообщницей. Её персонаж быстро стал популярным и выступал в качестве романтического интереса Джокера в 1999 году.
Вплоть до New 52 Джокер периодически появляется в комиксах. Так, например, в выпуске «Детективные комиксы» № 741 (2000) он жестоко убивает жену комиссара Гордона Сару Эссен.
После завершения сюжетной линии кроссовера «Флэшпоинт» DC Comics осуществляют масштабный «перезапуск» серий своих комиксов — 52 серии издательства были обнулены и начались с № 1 в сентябре 2011 года. Внешность Джокера в перезапущенной вселенной практически не изменилась.
В выпуске «Детективные комиксы» № 1 (2011) Джокеру отрезают его собственное лицо. Он исчезает на год, а затем возвращается и начинает новую атаку на Бэтмена в сюжетной арке «Смерть семьи», чтобы вместе с Бэтменом они могли стать лучшим героем и лучшим злодеем. В конце арки Джокер падает с водопада в пещере, тело не найдено, и его участь остаётся неизвестной.
Джокер возвращается в арке «Batman: Endgame», в которой промывает мозги Лиге справедливости и натравливает её на Бэтмена. В данной арке Джокер предстаёт с уже восстановленным лицом, а также в ней намекается, что он знает, кто скрывается под маской Бэтмена.
Время от времени Джокер появляется в сюжетных арках комиксов, посвящённых Харли Квинн. Характер Харли Квинн меняется, вместе с ним меняется и её отношение к злодею: от любви и преданности до ненависти и злости.
Перед очередным обновлением DC Comics «DC Rebirth» в сюжетной арке «Война Дарксайда»(2016) Бэтмен, заняв место на кресле Мёбиуса и став Богом знаний, спрашивает у кресла настоящее имя Джокера. Получив ответ, восклицает: «Не может быть!». В этой же арке раскрывается, что якобы всё это время Джокеров было трое. Один — оригинальный (из комиксов Золотого Века), второй — классический (от Кризиса на Бесконечных Землях до Флэшпоинта), и третий — после Флэшпоинта.
Это знание легло в основу лимитированной серии комиксов «Бэтмен: Три Джокера» (2020), написанной Джеффом Джонсом при участии Джейсона Фабока. «Бэтмен: Три Джокера» показывает, что у трёх Джокеров, которые работают в тандеме, три разных амплуа: Криминальный авторитет — методичный вдохновитель, основанный на Джокере из комиксов Золотого века, Клоун — глупый шутник, основанный на Джокере Серебряного века, и Комедиант — убийца-психопат, основанный на Джокере современной эпохи. Джокер-Комедиант устраняет двух других и выдаёт себя за оригинал. Серия заканчивается откровением Бэтмена о том, что он знает истинную личность Джокера.
В 2020 году на страницах онгоинга «Batman» в рамках сюжетной арки «Война Джокера» появляется новая злодейка — Панчлайн. Панчлайн становится некой своеобразной противоположностью Харли Квинн. Она более опасна и жестока, поэтому Джокер берёт её в свою банду, позволяя ему помогать.

## Характеристика

### Личность
В серии «Детективные комиксы» Бэтмен говорит о Джокере:
— Сто четырнадцать убийств за последние шесть лет. Это девятнадцать убийств в год. И я смогу прижать его ими, даже если все суды не смогут. Женщины, дети и мужчины. Удушье, пули, отрезанные головы… А также самодельный Веселящий Газ. Его принципы действия изменчивы, как ветер… А в Готэм-Сити всегда ветрено. Он — худший вид убийцы. Единственный в своём роде. 
Каждое преступление, будь то убийство, воровство или акт терроризма, для Джокера является театральным представлением, смешным только для него одного. Зрелище для злодея важнее успеха, если действо не зрелищно — то оно скучно.
Джокер и Бэтмен являются противоположностями: экстравертный Джокер носит яркую одежду и творит хаос, в то время как интровертный и монохромный Бэтмен олицетворяет порядок и дисциплину. Часто изображается, что Джокер определяет своё существование через конфликт с Бэтменом. Злодею неоднократно представлялась возможность убить Тёмного Рыцаря, но он этого не делал. В одном из выпусков комиксов о Бэтмене Джокер восклицает: «Но если я пристрелю Бэтмена, с кем же мне играть?». Джокер считает, что без их игры победа бессмысленна.
Хотя Джокер заявляет о своём безразличии ко всему, он втайне жаждет внимания и одобрения Бэтмена. Некоторые из действий Джокера направлены на то, чтобы заставить Бэтмена убивать: величайшей победой для злодея было бы сделать Бэтмена таким же, как он. Джокер не проявляет инстинкта самосохранения и без колебаний подвергает свою жизнь риску, чтобы доказать свою точку зрения. Он олицетворяет всё, чему противостоит Бэтмен.

В графическом романе «Лечебница Аркхэм: Дом скорби на скорбной земле» (1989) психотерапевт Рут Адамс говорит о Джокере:
— Джокер — это особый случай, многие из нас считают, что он неизлечим. Фактически, мы даже не уверены, можно ли его отнести к определению невменяемый. В последний раз он заявил, что одержим Бароном Геде, колдовством Лоа. Мы уже начинаем подумывать, может, это неврологическое расстройство. Что-то вроде Синдрома Туретта. В отличие от нас с вами, Джокер, похоже, не контролирует сенсорную информацию, которую получает от внешнего мира. Он может справляться только с хаотическим шквалом потока информации. Именно из-за этого иногда он бывает непослушным клоуном, а иногда психопатом-убийцей. У него нет настоящей индивидуальности. Он перерождается каждый день. Он мнит себя Повелителем Хаоса, а мир — театром абсурда.
Таким образом, злодей описывается как способный обрабатывать внешнюю сенсорную информацию, только адаптируясь к ней. Благодаря этому, он способен создавать каждый день новую личность — в зависимости от того, что принесёт ему наибольшую пользу. В выпуске «Клоун в полуночи» («Бэтмен» № 663, 2007) Джокер входит в медитативное состояние, в котором оценивает свои предыдущие «Я» с целью осознанного создания новой личности.
Джокер изображается абсолютно бесстрашным: газ страха, который применяет Пугало, на Джокера никак не действует. Злодей не проявляет сочувствия, его никогда не мучит совесть, он не заботится о последствиях своих действий.
Были случаи, когда Джокер временно становился вменяемым. В частности, он подвергался телепатическим манипуляциям со стороны Марсианского Охотника, а также был воскрешён Бэтменом в Яме Лазаря, что вызвало у него краткосрочное помешательство «наоборот». В обоих случаях Джокер был изображён раскаивающимся за свои преступления. Однако, во время медикаментозно вызванного периода частичной вменяемости в «Бэтмен: Какофония» (№ 3, 2009) Джокер говорит Бэтмену: «Я ненавижу тебя не потому, что я спятил. Я спятил, потому что я ненавижу тебя», и добавляет, что прекратит убивать и калечить других людей только после того, как Бэтмен будет мёртв. В анимационном фильме «Бэтмен: Смерть в семье» показано, как Джокер пытается вести нормальную жизнь после того, как убил Бэтмена.

### Силы и способности
Джокер не обладает никакими очевидно «сверхчеловеческими» способностями. Однако у злодея некое особенное видение мира и реальности. К тому же Джокеру неоднократно удавалось избежать смерти. Очень часто люди предполагали, что он погиб, но он возвращался вновь и вновь. В комиксах Джокера взрывали, в него стреляли, били током, он падал с высоты, но каждый раз являлся снова.
Злодей является квалифицированным специалистом в области химии и технологий, экспертом по взрывчатым веществам.
Подтверждение этому — знаменитый яд Джокера, который, помимо этого, известен под следующими названиями:
- Яд Джокера (англ. Joker Venom)[50];
- Токсин Джокера (англ. Joker Toxin)[43]
- Веселящий Газ (англ. Laughing Gas)[74];
- Газ Джокера (англ. Joker Gas)[75];
- Сок Джокера (англ. Joker Juice)[76];
- Смехотрикс (англ. Smilex, Smylex)[7][15];
- Перма-Улыбка (англ. Perma-Smile);
- Усмехающаяся Смерть (англ. Grinning Death) и др.

У данного яда бесчисленное количество вариаций, и он является одним из самых любимых орудий Джокера. Яд существует как в жидкой форме, так и в газообразной. Может привести как к летальному исходу, так и нелетальному. Газовая форма яда является более плотной, чем воздух, поэтому рассеиваться может долго. Яд Джокера разрушает нервную систему тела и вызывает судороги и не поддающийся контролю смех, который может продолжаться до момента смерти. Яд вызывает прекращение сердечных и мозговых функций. Кожа лица жертвы после его воздействия мертвенно бледнеет, и на нём растягивается жуткая улыбка, похожая на улыбку самого Джокера.
Смерть от такого яда является медленной, болезненной и мучительной. Нелетальный исход вследствие воздействия Токсина Джокера выражается в том, что жертва так же бесконтрольно смеётся, но не умирает, а впадает во временную кому. Художники комиксов часто изображают пострадавших от яда Джокера ещё и с выпученными от ужаса глазами и с жёлтыми зубами. Даже небольшая доза данного яда может привести к весьма плачевным последствиям: вызывает повреждения головного мозга, приводит к тяжким психическим заболеваниям, сопровождающимся галлюцинациями, паранойей или манией.
В результате падения в чан с химикатами и долгих лет злоупотребления ими Джокер приобрёл иммунитет практически ко всем ядам и прочим отравляющим веществам, в том числе к яду, придуманному им самим. Джокер невосприимчив к химическим веществам Ядовитого Плюща, а также не поддаётся гипнозу: злодей Провидец (англ. Visionary) не смог его загипнотизировать. Также на него не воздействует Порошок смерти Красного Черепа. Кровь Джокера является заражённой, может причинить неизгладимый вред другому живому организму.
Джокер очень изобретателен и чаще всего маскирует свои орудия под клоунский, цирковой, комичный реквизит. Как правило, на лацкане его пиджака располагается бутоньерка — цветок, брызгающий кислотой либо ядом в жидкой или газообразной форме.
В ладони Джокер обычно прячет кнопку-электрошокер. От удара током его жертвы в большинстве случаев погибают, но могут остаться в живых, получив серьёзные увечья.
Кроме того, на страницах комиксов встречались следующие орудия злодея, которые он так или иначе использовал:
- шуточный пистолет (или револьвер), стреляющий флажком с надписью «BANG!» или другими надписями (второй раз может стрелять дротиком)[81];
- колода острых, как бритва, метательных карт «Джокер» (3х5 дюймов);
- взрывоопасные гаванские сигары[82];
- ядовитые пироги[83];
- заводные зубы, которые используются Джокером для издевательств и в качестве визитной карточки (могут быть взрывоопасными)[84];
- фальшивые полицейские значки с такими же функциями, как и у бутоньерки (см. выше)[4];
- в ладони иногда вместо электрошокера у Джокера была игла с ядом его изобретения;
- трость, которую Джокер мог использовать в качестве шпаги[85];
- чугунный лом;
- ножи различных форм и размеров;
- дымовые шашки;
- смеющиеся рыбы[86] и т. п.

У Джокера имеется свой автомобиль, который нетрудно узнать по специфичным, ярким цветам: зелёному, фиолетовому и красному. Может изображаться и как фургон, и как обычный легковой автомобиль.
У Джокера гениальный интеллект. Помимо химии, он разбирается в машиностроении, владеет навыками использования любых видов оружия, изобретает своё собственное. Он превосходный планировщик и детектив практически одного с Бэтменом уровня. Джокер является одним из двух людей (наряду с Бэйном), обыгравших Ра’с аль Гула в шахматы. При этом Ра’с аль Гул отметил, что у Джокера великолепный мозг, он меняет одну стратегию на другую в мгновение ока, как будто использует хаос для своих собственных целей.
Джокер в совершенстве владеет французским языком. Бэтмен так говорит об этом: «Французский Джокера… Parfait (фр. Безупречен). Это даёт мне понять, как мало я знаю о своём ближайшем враге, даже спустя все эти годы».
Злодей Планировщик (Конструктор, Дизайнер; англ. The Designer) также пытался познать природу Джокера, но не сумел, так как Джокер никогда не следует чьему-либо плану, оставаясь непредсказуемым.
У Джокера несгибаемая сила воли. Это значит, что он неуязвим для пыток. Относительно этого Бэтмен высказывал следующее предположение: Джокер фактически не осознаёт, что является правильным, а что неправильным, выражая непонимание, за что его вообще можно осудить или наказать.
Джокер является мастером перевоплощения и маскировки, манипуляции и запугивания. Он безошибочно находит слабые места у своих жертв и умело использует против них их собственные страхи. Находясь в Аркхэме, он внушает всем остальным постояльцам, а также работникам психлечебницы, первобытный ужас и едва ли не благоговение.
Джокер крайне терпим к боли, можно сказать, что он не только садист, но и мазохист. Нередко напрашивается вывод, что болью он действительно наслаждается, провоцируя других причинить её ему.
Джокер владеет навыками рукопашного боя гораздо выше среднего уровня. За годы жизни он сумел развить свои умения и теперь может дать отпор самому Бэтмену. Он ведёт непредсказуемый и хаотичный бой. Также является превосходным, метким стрелком.

### Взаимоотношения
Характер Джокера делает его одним из самых опасных суперзлодеев во Вселенной DC. Злодей Трикстер в серии комиксов «Преисподняя наступает» (№ 1, 1995) говорит: 
— Когда злодеи хотят напугать друг друга, они рассказывают истории о Джокере.
Джокер всегда демонстрировал и проявлял качества лидера. Доказательством этому служит то, что ему очень легко сколотить вокруг себя банду и заставить себе подчиняться. Со своими подчинёнными Джокер не церемонится и может запросто убить в зависимости от настроения. Джокер не доверяет никому, поэтому чаще всего относится к союзникам с такой же жестокостью, как и к врагам, лишь используя их для своих целей. Он привлекает приспешников иллюзией о том, что у него много денег, и запугивает: те, в свою очередь, слишком боятся Джокера, чтобы отказаться от его требований или не смеяться над его жуткими шутками.
Со всей своей непредсказуемостью и отсутствием сверхчеловеческих способностей Джокер объединил вокруг себя сотни злодеев в ограниченной серии «Спасительное бегство» (2007—2008), так как те боялись его больше, чем альтернативы — Лекса Лютора.
Ближайшая подруга-подельница Джокера и наиболее долго с ним «сотрудничавшая» — Харли Квинн. Однако у Джокера были и некоторые другие более-менее постоянные приспешники, оставшиеся малоизвестными:
- Гэгги (полное имя: Гэгсворт А. Гэгсворти)[90] — карлик и бывшая звезда готэмского «Цирка Хэйли». Потеряв популярность, он познакомился с Джокером. Какое-то время они «дружили», но затем Джокер сошёл с ума ещё больше и попал в Аркхэм. Гэгги верно ждал Джокера, но когда злодей вернулся, то карлик был ему больше не нужен, ведь теперь у него была новая помощница — Харли Квинн. Для Гэгги Джокер остался непогрешимым, а в разлуке с ним он винил Харли Квинн, поэтому какое-то время даже пытался от неё избавиться[91]. После перезапуска New 52 Гэгги иногда мелькает в качестве пасхалки в комиксах[92] или камео в анимационных произведениях[93].
- Капитан Клоун — клоун-моряк, робот, созданный Джокером для его очередного злодейского плана[94]. Небольшое камео было у Капитана Клоуна 15 лет спустя в анимационном фильме «Бэтмен и Харли Квинн» (2017).
- Панч и Джуди — молчаливые амбалы, беспрекословно исполняющие приказы Джокера в анимационном сериале «Бэтмен» (англ. The Batman, 2005—2007). Но Джокер, в силу своего характера, совершенно их не ценит и бросает на произвол судьбы при первой же возможности. Свои имена получили в честь персонажей английского кукольного театра. В эпизоде «The Metal Face of Comedy» вся компания Джокера была поймана Робином и передана полиции. В отличие от Джокера и Харли, Панч и Джуди в сериале больше не появлялись, поэтому, скорее всего, остались за решёткой.

В 2020 году у Джокера появилась новая напарница — Панчлайн, ставшая специфичной заменой Харли Квинн. Её настоящее имя — Алексис Кей (англ. Alexis Kaye). В отличие от Харли Квинн, Алексис была злобной и коварной ещё до встречи с Джокером. Будучи студенткой колледжа, она была в восторге от Клоуна-Принца и связалась с ним в сети Интернет. Джокер научил её, как изготовить свой яд, с помощью которого, вскоре, Алексис убила собственного декана. Удовлетворённый её характером и действиями, Джокер принял её в свою команду. Писатель Джеймс Тунион IV, создавший Панчлайн, заявил, что она задумывалась как анти-Харли Квинн, молчаливая и устрашающая серийная убийца. В дальнейшем Харли Квинн справедливо замечает, что Джокер использует Панчлайн точно так же, как использовал когда-то её. «Я думала, что у Мистеря Джея есть сердце. Ты думаешь, что у него есть мозги» — с такими словами обращается она к Панчлайн, таким образом ещё раз доказывая, что злодей использует окружающих его людей исключительно для своей выгоды.

### Осознание персонажа
Джокер многократно ломает «четвёртую стену» и, похоже, прекрасно понимает, что является персонажем комикса. В комиксах он порой напрямую обращается к читателю. Как пример можно привести серию комиксов «Психушка Джокера» (англ. Joker’s Asylum) из девяти выпусков, в которых Джокер рассказывает о себе и других известных злодеях Готэма. На первой странице первого выпуска «Разрядка Джокера» он встречает читателя со словами:
— Приветствую! Приветствую тебя, новичок, в Психушке Джокера! Сюда все входят в здравом уме — но на выходе у всех напрочь сносит крышу! И мозги закипают! Так что заходи, не стесняйся!

## Литературный анализ
Со времён Бронзового века комиксов Джокер интерпретировался как архетипический трикстер. Он хорошо разбирается в социнженерии, розыгрышах, театральности и идиоматическом юморе. Как и трикстер, Джокер чередует жестокое насилие и безобидные прихоти. Джокер аморален и им движут бесстыдная и ненасытная натура, а не этические побуждения. Трикстер прибегает к аморальным действиям в попытке дестабилизировать статус-кво и выявить культурное, политическое и этическое лицемерие, которое общество предпочитает игнорировать. Своими действиями Джокер приносит пользу только самому себе. Трикстер одновременно является недочеловеком и сверхчеловеком, существом, которое указывает на отсутствие единства в теле и разуме. В новелле «Бэтмен. Лечебница Аркхем. Дом скорби на скорбной земле» Джокер служит Бэтмену проводником-трикстером по психике супергероя.
Одни эксперты считали Джокера анархистом, другие — марксистом (в отличие от капиталиста Бэтмена). Утверждалось, что анархизм требует отказа от любой власти в пользу бесконтрольной свободы. Джокер отвергает большинство авторитетов, при этом сохраняет свой собственный. Он действует ради принуждения, консолидации власти и обращения масс к своей собственной форме мышления, устраняя при этом всех, кто против него. В «Убийственной шутке» Джокер — подвергшийся насилию представитель низшего класса, которого свели с ума недостатки соцсистемы. Джокер отвергает материальные потребности. В своём первом появлении в первом выпуске комикса «Бэтмен» в 1940 году он совершает преступления против богачей Готэма и судьи, который отправил его в тюрьму. Бэтмен богат, но Джокер способен одержать победу благодаря собственным инновациям.
Райан Литси описал Джокера как пример «ницшеанского сверхчеловека». По его мнению, фундаментальный аспект сверхчеловека Фридриха Ницше, «воля к власти», проявляется во всех действиях Джокера, противопоставляя морали рабов Бэтмена мораль господина. Неукротимая «воля к власти» персонажа означает, что он никогда не падает духом, будучи пойманным или побежденным, и его не сдерживают чувство вины или раскаяния. Джокер олицетворяет господина. Он формирует правила и определяет их. Судит других, не нуждаясь в одобрении. Он не стремится к чему-то наибольшему, чем он сам, в отличие от Бэтмена, раба, который проводит различие между добром и злом и придерживается внешних правил (например, избегает убийств) ради стремления к справедливости. У Джокера нет определенной истории происхождения, которая требовала бы от него задуматься о том, как он стал таким. Как и Супермен, Джокер не сожалеет о прошлом и не переоценивает его, а лишь двигается дальше.
Отношения Джокера с Харли Квинн рассматривались как способ Джокера укрепить веру в собственную силу мира, в котором его могли бы убить или нейтрализовать. Джокер отражает свою личность посредством внешности Харли. Порой он игнорирует её или ведёт себя безразлично по отношению к ней. Джокер пытается подчинить Харли своему контролю. Когда Харли успешно побеждает Бэтмена в комиксе «Приключения Бэтмена: Сумасшедшая любовь», Джокер серьёзно ранит её из страха перед тем, что подумают о нём другие злодеи. Однако, пока Харли выздоравливает, Джокер посылает ей цветы и восстанавливает контроль над ней.
Один из создателей Харли Пол Дини описал отношения Джокера и Харли следующим образом: Харли заставляет Джокера чувствовать себя лучше и может выполнить работу вместо него. В комиксе «Бэтмен: Харли Квинн» Джокер убивает Харли и признаётся, что она ему небезразлична. Их отношения носят романтический характер, а чувства мешают ему выполнить своё предназначение. Если исключить традиционные отношения мужчины и женщины, как например, в сюжетной линии комикса «Бэтмен: Зануда» (англ. Batman: Thrillkiller), где Джокер (Бьянка Стиплчейз) — женщина, состоящая в лесбийских отношениях с Харли, то в их отношениях отсутствуют какие-либо аспекты насилия или подчинения.

## Джокер вне комиксов

Исполнители роли Джокера в кино и на телевидении.
Сверху: Сизар Ромеро, Джек Николсон и Марк Хэмилл (озвучивание)
Центр: Хит Леджер, Джаред Лето и Хоакин Феникс
Снизу: Камерон Монахэн (Джером и Джеремайя Валеска)

### Кино
Первым появлением Джокера в кино стал фильм «Бэтмен» 1966 года, где он был несколько изменён в плане облика: у него светло-зелёные волосы, расчёсанные в «шарик», и улыбка, вычерченная ярко-красной помадой. Его костюм сделали тёмно-розовым, а перчатки — фиолетовыми; здесь фигурирует и Джокермобиль — разноцветный фургон. Имя злодея и история его происхождения не раскрываются; непонятно также, может ли он избавляться от своего грима, или это результат падения в кислоту. Этот Джокер — больше неудачный комедиант, чем преступник, и все его нападения — именно шутки, а не серьёзные злодейства. Роль Джокера исполнил Сизар Ромеро.
В фильме Тима Бёртона Джокер (роль Джека Николсона) впервые получил историю происхождения. Он был гангстером по имени Джек Напье и «правой рукой» готемского бандитского главаря Карла Гриссома. Во время ограбления химического завода Гриссом предал Джека, узнав о романе своей возлюбленной с Напье, и в результате схватки с Бэтменом лицо Джека было травмировано, а он сам упал в чан с ядовитыми отходами. Джек выжил, параллельно у него нарушилась психика, а кожа стала мертвенно-бледной. Ногти стали чёрными, а волосы — зелёными. Чтобы восстановить лицо, Джек обратился к пластическому хирургу, но из-за плохих инструментов у него на лице навсегда застыла улыбка, и он нарёк себя Джокером. Изуродованный гангстер убивает Гриссома и захватывает руководство преступностью города. Он поднимает в Готэме волну химических отравлений, пытаясь погрузить город в хаос. Затем Брюс Уэйн вспоминает, что именно Напье в молодости убил его родителей, когда Уэйн был ещё ребёнком. В финальной битве с Бэтменом Джокер, сорвавшись, падает с большой высоты и погибает. За роль Джокера Джек Николсон был номинирован на премию «Золотой глобус» в 1990 году.
В «Тёмном рыцаре» Джокер (в исполнении Хита Леджера) подвергся некоторому изменению в целях большей реалистичности, при этом многие основные детали сохранились.
Джокер вновь был лишён истории и настоящего имени. Внешний вид был в общих чертах сохранён: у Джокера длинные светло-зелёные волосы, чёрные контуры вокруг глаз, белое лицо, грязный фиолетовый костюм и тёмно-фиолетовые кожаные перчатки. В целях большего правдоподобия белое лицо Джокера здесь является неаккуратно наложенным гримом, который несколько раз подтирается, а в одной сцене вообще отсутствует. Постоянную улыбку заменяют два длинных шрама на щеках (так называемая «улыбка Глазго»), растянутые от углов рта практически до ушей. В течение фильма Джокер даёт две версии их появления: издевательство отца при убийстве матери будущего Джокера и самостоятельное нанесение ран из-за несчастной семейной жизни, но истинная причина так и не раскрыта. Истории сопровождаются фразой «А чего ты такой серьёзный?» (англ. Why so serious?), которая стала теглайном к фильму. Нож является любимым оружием нового Джокера: по его мнению, ножи обеспечивают наиболее близкий контакт с жертвой. Также злодей любит использовать динамит, порох и бензин — подчёркиваются его террористические наклонности и желание достижения хаоса во всем мире. В конце фильма психопат схвачен Бэтменом и помещён в психиатрическую больницу.
Леджер, закрывшись в гостинице на месяц, сам придумывал образ Джокера. Он не хотел, чтобы его Джокер был похож на Джокера Джека Николсона.
За роль Джокера Хит Леджер посмертно получил премии «Оскар», «Золотой глобус», «BAFTA», Гильдии киноактёров США и «MTV Movie Awards».
Смерть Хита Леджера поставила два острых вопроса перед выходом фильма в прокат: показывать ли недавно скончавшегося Хита Леджера в образе изуродованного Джокера, говорящего коронную фразу, а также целесообразно ли вырезать из финального монтажа сцену, где Джокер притворяется мёртвым. В конечном итоге неоднозначные сцены было решено убрать, а в титрах осталось указание, что фильм посвящается памяти актёра.
Хотя в картине нет упоминания Джокера, есть отсылка к его прошлому. В течение фильма Женщина-кошка намеревается заполучить программу «Чистый лист», стирающую данные человека. Возможно программой воспользовался клоун, поскольку в фильме «Тёмный рыцарь» не удаётся идентифицировать данные преступника. Из уважения к Хиту Леджеру Джокер ни разу не упоминается.
На вечеринке Лекса Лютора между Брюсом Уэйном и Кларком Кентом завязывается разговор, во время которого Брюс высказывает предположение, что, возможно, в нём говорит Готэм, и что у них были трудности с психами, разодетыми, как клоуны. Вероятнее всего, он имеет в виду Джокера и его банду. Также в фильме присутствует обгоревший костюм Робина, напарника Бэтмена, на котором написано «Ха-ха, тебя разыграли, Бэтмен!». Это подразумевает, что Джокер убил Робина до событий фильма.
В ноябре 2014 года глава «Warner Bros. Pictures» Грег Сильверман объявил, что обладатель «Оскара» Джаред Лето сыграет Джокера в фильме «Отряд самоубийц». В трейлерах и фильме показан новый образ Джокера: у него мертвенно-бледная кожа вместо белой, зелёные волосы (зачёсанные назад, как в некоторых комиксах последних лет), отсутствуют брови, множество характерных татуировок на теле и железные протезы вместо передних зубов. В фильме Джокер носит серый вельветовый пиджак, багровую шёлковую рубашку, расстёгнутую до пупка, чёрные брюки и туфли. Также он предстаёт одетым в фиолетовое крокодиловое пальто на голое тело и во фраке, очень похожем на знаменитый традиционный костюм Джокера, в котором тот чаще всего изображается в комиксах, но в фильме он не фиолетового цвета, а чёрного. В «Отряде самоубийц» Джокеру отведено крайне мало экранного времени из-за того, что большинство сцен с ним было вырезано, но он всё равно успевает запомниться и произвести впечатление экстравагантного психопата. В фильме представлен как влюблённый в Харли Квинн и пытающийся освободить её из заключения. Однако, затем отношение Джокера к Харли Квинн на протяжении фильма неоднозначно, как и в комиксах. Так, например, в окончательный вариант киноленты не вошли кадры, показанные до этого в трейлере: во время финальной битвы на станции метро появляется Джокер с обожжённой кожей лица в результате падения на вертолёте. Злодей предлагает Харли Квинн сбежать вместе с ним, однако, девушка отказывается, сославшись на то, что должна помочь друзьям. Тогда Джокер покидает её, бросив в Отряд дымовую гранату.
В начале 2018 года стало известно, что сыграть роль Джокера в предстоящем сольном фильме о злодее было предложено известному американскому актёру Хоакину Фениксу, который на это предложение согласился. Сюжетно фильм целиком представляет собой историю происхождения Джокера, показывая, что может заставить изначально добродушного и весёлого человека превратиться в безумного злодея и постоянного пациента психиатрической больницы Аркхэм. История разворачивается в 1980-х. В этой версии у Джокера вновь возникает настоящее имя — Артур Флек. Он был добродушным и весёлым комедиантом (в том числе клоуном для детей), ухаживавшим за больной матерью, но столкновение с отвержением общества и ещё ряд трагических событий постепенно сводят его с ума. Внешний вид на этот раз выглядит смешанным, но в целом не сильно отличается от первоисточника: лицо белое от грима, а волосы распущенные и вьющиеся, как в версии Хита Леджера, но более зелёные и насыщенные. Постоянная улыбка просто нарисована помадой, как в версии Сизара Ромеро. Грим также отличается наличием синих век, растянутых по вертикали. Костюм Джокера в фильме не фиолетовый, а пунцово-красный.
За весь фильм от его рук были убиты шесть человек, из которых три молодых человека в метро, собственная мать, коллега по работе и телеведущий Мюррей Франклин. В качестве оружия использует револьвер. В конце фильма, предположительно, Артур убивает психотерапевта в Аркхэме и сбегает.
Фильм удостоился главного приза — «Золотого льва» на 76-м Венецианском кинофестивале.
За роль Джокера Хоакин Феникс получил премии «Оскар», «Золотой глобус», «BAFTA» и Гильдии киноактёров США.
Эпизодическую роль Джокера исполнил калифорнийский музыкант Джонни Гот, который заменил Джареда Лето.
В фильме роль Джокера в альтернативном будущем, которое приснилось Бэтмену, вновь сыграл Джаред Лето. После возвращения прав Снайдеру и его объявления о выпуске собственной версии Лиги Справедливости, он принял решение доснять ряд новых сцен. В этот раз в образ и внешний вид злодея были внесены изменения, он стал более мрачным и пугающим. У обновлённого Джокера распущенные тёмно-зелёные волосы до плеч, безумный грим в духе Джокера из комиксов и нет татуировки «Damaged» на лбу. Злодей носит резиновые перчатки, грязный больничный халат, поверх которого — бронежилет со значками правоохранительных органов.
Барри Кеоган сыграл Джокера в кратком камео в конце фильма Мэтта Ривза. Он заводит дружбу с Загадочником, когда тот попадает в клинику Аркхэм. В титрах злодей указан как «Неназванный заключённый Аркхэма». Также существует вырезанная сцена, в которой Бэтмен навещает злодея в тюрьме ради консультации по психологическому профилю Загадочника, которая плавно перетекает в разговор о самом Бэтмене. Образ Джокера в этой версии можно назвать наиболее отталкивающим внешне: он болен неназванной болезнью кожи, которая вызвала у него как всем известную постоянную улыбку, так и потерю большей части волос на голове (оставшиеся из которых имеют зеленоватый оттенок).

### Телесериалы
Телесериал 1966—1968 годов является продолжением одноимённого фильма. Роль Джокера продолжил играть Сизар Ромеро.
Джокер появляется в одном коротком эпизоде в первой серии. Впрочем, главная злодейка сериала — Харли Квинн, часто вспоминает своего «Мистера Джея», не прекращая попытки отомстить за его смерть и пытаясь восстановить его криминальную империю. В роли злодея каскадёр Роджер Стоунбарнер, а озвучивает его Марк Хэмилл, известный частым озвучиванием Джокера в анимационных фильмах.
Камерон Монахен исполнил роли братьев-близнецов в сериале «Готэм» — Джерома и Джеремайи Валеска, которые являются прототипами Джокера.
Джокер упоминается в отдельных сериях. Как и в фильме Тима Бёртона, его зовут Джек Напье. В 17 серии Люк Фокс (сын Люциуса Фокса) сообщает Кейт Кейн (Бэтвумен), что Бэтмен в итоге убил Джокера.
Джокер появляется в 11 серии 1 сезона («Dick Grayson»), в которой Бэтмен его сначала калечит до полусмерти, а затем убивает в больнице.

### Анимация
В большинстве анимационных фильмов и мультсериалов(до 2022/2024 года) Джокера озвучивал Марк Хэмилл.

#### Мультсериалы
- «Приключения Бэтмена» (англ. The Adventures of Batman, 1968—1969).
- «Новые приключения Бэтмена» (англ. The New Adventures of Batman, 1977).
- «Бэтмен» (англ. Batman: The Animated Series, 1992—1995) и «Новые приключения Бэтмена» (англ. The New Batman Adventures, 1997—1999) — Джокера озвучивает Марк Хэмилл, Бэтмена озвучивает Кевин Конрой. Последнее воссоединение этих двух актёров озвучивания произошло в «Лига Справедливости: Кризис на Бесконечных Землях. Часть 3[англ.]»[129][130].
- «Бэтмен будущего» (англ. Batman Beyond, 1999—2001) — непосредственно Джокер не появляется, но множество раз даются отсылки к нему: многочисленные банды Джокеров (англ. Jokerz), в «Joyride» (сезон 2, эпизод 3) показана пещера со скелетом в костюме Джокера.
- «Лига справедливости» (англ. Justice League) — эпизоды «Injustice for All» (2002) и «Wild Cards» (2003).
- «Шоковый разряд» (англ. Static Shock) — эпизод «The Big Leagues» (2002).
- «Бэтмен» (англ. The Batman, 2004—2008).
- «Молодая справедливость» (англ. Young Justice) — эпизод «Revelation» (2011).
- «Justice League Action» (16 декабря 2016 — 3 июня 2018), Джокера озвучивает Марк Хэмилл.
- «Бэтмен: Отважный и смелый» (англ. Batman: the Brave and the Bold, 2008—2011).
- «Харли Квинн» (англ. Harley Quinn, 2019).
- «Отряд самоубийц из другого мира» (англ. Suicide Squad Isekai, 2024). Джокера озвучил Скотт Гиббс.

#### Анимационные фильмы

Джокер в мультфильме
«Бэтмен: Под красным колпаком»

- «Бэтмен: Маска Фантазма» (англ. Batman: Mask of the Phantasm, 1993) — Джокера снова озвучивает Марк Хэмилл. Раскрывается прошлое Джокера: он был киллером на службе у босса мафии Сальватора Валестри.
- В мультфильме «Бэтмен и Супермен» (англ. The Batman Superman Movie: World’s Finest, 1998) он стал напарником Лекса Лютора.
- В полнометражном мультфильме «Бэтмен будущего: Возвращение Джокера» (англ. Batman Beyond: Return of the Joker, 2000) Джокер появляется в мире будущего после того, как его длительное время считали мёртвым. И Джокер снова желает победить Бэтмена, но Брюс Уэйн уже стар, и его противником становится ученик оригинального Тёмного Рыцаря. Озвучивает злодея Марк Хэмилл.
- Короткометражный фильм «Бэтмен: Новые времена» (англ. Batman: New Times, 2005).
- В мультфильме «Бэтмен против Дракулы» (2005) Джокер стал вампиром. Его озвучивает Кевин Майкл Ричардсон.
- Альтернативная версия Джокера — супергерой Джестер — появляется в прологе «Лига Справедливости: Кризис двух миров» (2010).
- В мультфильме «Бэтмен: Под красным колпаком» (2010) Джокер запирает Робина на складе с установленной взрывчаткой — при взрыве Робин умирает. Пять лет спустя, бандит Чёрная Маска помогает ему бежать из «Аркхэма» и заключает сделку, но Джокер расторгает «договор» и берёт в плен Чёрную Маску и его людей. При попытке поджога фургона появляется Бэтмен и предотвращает убийство бандитов. Красный Колпак забирает психа в логово и избивает его. Вмешивается Бэтмен, не давая убить Джокера. Джокер снова возвращается в «Аркхэм». Его озвучивает Джон Ди Маджо.
- В мультфильме «Бэтмен: Возвращение Тёмного рыцаря», состоящем из двух частей, Джокер имеет камео в первой части и появляется как противник Бэтмена во второй. В первой части Джокер охвачен кататоническим синдромом, но, когда он услышал о возвращении Бэтмена, его состояние нормализовалось. Во второй части Джокер притворяется, что он стал нормальным и именно Бэтмен виноват в его маниакальном поведении. Джокер убивает большое количество людей ядом смеха на вечернем ток-шоу, после чего отправляется в местный парк развлечений, где также убивает множество людей. Бэтмен понимает, что он убил столько людей, позволив Джокеру жить. В схватке маньяк пытается убить Бэтмена, множество раз проткнув его ножом, после чего Бэтмен сворачивает Джокеру шею. Далее следует галлюцинация Бэтмена, в которой Джокер радуется, что победил его, заставив потерять контроль. Бэтмен, придя в себя, плюёт в лицо мёртвому Джокеру. После прибытия полиции, один из сотрудников касается пиджака Джокера, и тот загорается. В ходе побега от полиции, Бэтмен промахивается из пистолета по бомбе и на прощание говорит, смотря в сторону горящего клоуна, чтобы он перестал смеяться.
- В мультфильме «Бэтмен. Нападение на Аркхэм» Джокер освобождён из Аркхэма своей сообщницей Харли Квинн. Он планировал взорвать «грязную бомбу», которая должна была заразить радиацией весь Готэм. Но Бэтмен обезвреживает бомбу, а Дэдшот сталкивает вертолёт вместе с Джокером внутри с небоскрёба, тело Джокера не нашли на месте крушения вертолёта. Его озвучивает Трой Бейкер.
- В мультфильме 2015 года «Безграничный Бэтмен: Нашествие монстров» Джокер является главным злодеем. В его продолжении «Безграничный Бэтмен: Роботы против мутантов» Джокер появился в небольшом эпизоде.
- Появляется в мультфильме «Бэтмен: Убийственная шутка» (экранизация комикса Алана Мура), является главным злодеем. Сбежав из Аркхэма, Джокер решает провести над честным комиссаром Гордоном чудовищный эксперимент. Он, заявившись к нему домой, стреляет в Барбару, дочь комиссара, и делает её обнажённые фотографии, после чего доставляет Гордона в закрытый парк развлечений и в подробностях показывает всё, что он сотворил с его дочерью, в надежде свести комиссара Гордона с ума.
- Является одним из главных злодеев в мультипликационном фильме «Бэтмен: Возвращение рыцарей в масках».
- В мультфильме 2017 года «Лего Фильм: Бэтмен» Джокер появляется вновь как главный злодей, собирающийся захватить Готэм-сити. Его озвучивает Зак Галифианакис.
- Появляется в одной из главных ролей в полнометражном аниме «Бэтмен-ниндзя» (2018).
- Фигурирует в полнометражном мультфильме «Бэтмен против Черепашек-ниндзя» (2019).
- Фигурирует в мультфильме «Бэтмен: Смерть в семье» (2020).
- Появляется в полнометражном мультфильме «Несправедливость» (2021), основанном на видеоигре «Injustice: Gods Among Us».

### Компьютерные игры
- В 1991 году вышла игра «Batman: Return of the Joker» (рус. «Бэтмен: Возвращение Джокера»), которая сюжетно является прямым продолжением фильма «Бэтмен» 1989 года. Согласно игре, Джек Напье (Джокер) выжил после падения с колокольни, и Бэтмену снова приходится вступить с ним в схватку.
- В игре «Lego Batman: The Videogame» Джокер является главным злодеем и доступен как игровой персонаж в истории за злодеев и «свободной игре».
- Джокер присутствует в игре «Mortal Kombat vs. DC Universe». В его концовке говорится, что после разделения миров Джокер стал гораздо сильнее. Он захватил Готэм-сити и объявил себя мэром. Теперь он начнёт турнир «Mortal Kombat» в Готэм-сити, участники которого будут биться насмерть ради развлечения Джокера. В конце концов победитель турнира будет сражаться с самим Джокером.
- В «Batman Vengeance» Джокер, вместе со своей возлюбленной Харли Квинн, похищает ребёнка женщины и в кулачном бою с Бэтменом инсценирует свою гибель, затем, «воскреснув», устанавливает взрывчатку на дирижабле. Вскоре злодей был пойман Бэтменом и отправлен в клинику «Аркхэм».
- В игре «Batman: Arkham Asylum» Джокер является одним из противников Бэтмена и главным антагонистом игры. Доставленный Бэтменом в «Аркхэм», он поднимает бунт и захватывает власть в больнице. Постоянно появляется, оставляя как аудиопослания, так и видеообращения. В одной из галлюцинаций Бэтмена игрок управляет Джокером, но лишь небольшой промежуток времени. В версии игры для PlayStation 3 есть возможность сражаться за Джокера с охраной лечебницы, при этом он использует разнообразные клоунские гаджеты. На облик Джокера в игре больше всего повлияли фильм Тима Бёртона, комиксы и мультсериал. Джокера озвучил актёр Марк Хэмилл, успевший познакомиться с этим персонажем и вжиться в образ во время работы над мультсериалом.
- В «Batman: Arkham City» Джокер также является одним из главных боссов. После событий «Arkham Asylum» заражён «Титаном». В конце игры Джокер случайно разбил пробирку с лекарством. Джокер спрашивает у Бэтмена, доволен ли он, на что Бэтмен отвечает, что даже после того, что Джокер сделал, он бы всё равно спас его. Джокер говорит, что это действительно смешно, и умирает. Бэтмен выносит тело Джокера за стены Аркхэм-сити и отдаёт его полиции. После этого герой уходит, явно виня себя в том, что произошло. После титров игры слышна запись на коммуникаторе Бэтмена, на которой Джокер поёт песню «Only You (And You Alone)» группы «The Platters», а потом дико хохочет.
- В «DC Universe Online» Джокер является главным врагом героев в Готэме. Также он является тренером готэмских злодеев, и игрок может выбрать его своим наставником. Играбелен в режиме «Легенда».
- В игре «LEGO Batman 2: DC Super Heroes» Джокер является одним из двух главных врагов наравне с Лексом Лютором.
- В игре «Batman» для Sega Mega Drive, сделанной по одноимённому фильму, Джокер появляется лишь в конце, где его побеждает Бэтмен.
- В игре «The Adventures of Batman and Robin» клоун сбегает из лечебницы «Аркхэм» вместе с другими злодеями. Джокер празднует свой день рождения, собираясь взорвать город и убить героев. Он является первым боссом в игре, летающим на воздушном шаре. В конце первой миссии побеждён Бэтменом и Робином[131].
- В игре «Batman: Arkham Origins», которая является приквелом к «Batman: Arkham Asylum», Джокер захватывает Чёрную Маску и под его видом собирает 8 наёмников для убийства Бэтмена. Является главным антагонистом игры. Как и Бэйн, является играбельным персонажем в мультиплеере.
- В игре «Injustice: Gods Among Us» Джокер одурманивает Супермена, заставив его убить Лоис Лейн, после чего Человек из стали убивает его и устанавливает диктаторский режим по всей Земле. Джокер из параллельной вселенной попадает в данную вселенную вместе с остальными героями, где пытается забрать всю власть себе, но терпит поражение от рук Лекса Лютора.
- Играбельный персонаж в MOBA-игре «Infinite Crisis».
- В игре «Lego Batman 3: Beyond Gotham» Джокер становится антигероем и помогает Лиге Справедливости в спасении мира от злодея Брейниака. Также является персонажем DLC.
- В игре «Batman: Arkham Knight» Джокер будет преследовать Бэтмена как галлюцинация после событий на химическом заводе «Эйс Кемикалс» (англ. Ace Chemicals) и будет комментировать все мысли и действия героя в своём стиле, а также проявляться как «глюк» на плакатах в городе. После решения о своей сдаче и раскрытия тайны Бэтмена, Пугало впрыснет Брюсу токсин: Джокер возьмёт верх над разумом и будет видеть мир его глазами. Но всё же из-за страха забвения влияние Джокера на разум Брюса ослабевает, и в финальной схватке Бэтмен берёт верх над Джокером и запирает его в глубинах своего сознания. После титров игры Джокер поёт прощальную песню и грустно хохочет. Является «подсознательным» антагонистом игры и в подсознательном моменте играбельным персонажем.
- В игре «Lego Dimensions» Джокер появляется как босс в уровне «Meltdown at Sector 7-G». Также является играбельным персонажем.

- В игре «Injustice 2» впервые появляется в галлюцинациях Харли Квинн. Внешний вид претерпел изменения, он стал походить на смесь Джокера Джареда Лето и Хита Леджера.
- В игре «Batman: The Telltale Series» впервые появляется в 4 эпизоде в лечебнице Аркхэм под именем «Джон Доу». А также появляется в конце 5 эпизода: он выписался из лечебницы и смотрит в баре новости о Брюсе Уэйне/о Бэтмене.
- В игре «Batman: The Enemy Within» впервые появляется в 1 эпизоде во время похорон Люциуса Фокса. В зависимости от выбранных действий игрока, которые влияют на его отношение к вам в течение всей игры (и также с учётом ответа на его просьбу в 4 эпизоде «Batman: The Telltale Series»), он в 5 эпизоде становится полноценным злодеем или мстителем, как сам Бэтмен.
- В игре «Lego DC Super-Villains» участвует в сюжете и является играбельным персонажем.
- В игре «Arena of Valor[англ.]» является играбельным персонажем.
- В игре «Mortal Kombat 11» является загружаемым гостевым персонажем.

### Другие появления
- Появляется в мультсериале «Новые дела Скуби-Ду» (англ. The Scooby Doo New Movies) — эпизоды «The Dynamic Scooby-Doo Affair» и «The Caped Crusader Caper» (1972). Также там был Пингвин, с которым Джокер объединился. Бэтмен и Робин выступили в качестве новых друзей Корпорации «Тайна» (англ. Mystery Incorporated).
- В мультсериале «Суперкоманда: Галактические стражи» (англ. The Super Power Team: Galactic Guardians) — эпизод «Wild Cards» (1985).
- В мультсериале «Робоцып» несколько раз пародируется Джокер (сезон 4, эпизоды 9 «But Not in That Way» и 14 «President Hu Forbids It»; сезон 5, эпизод 9 «Catch Me If You Kangaroo Jack») — в первом и третьем его озвучивает Марк Хэмилл, во втором — Сет Грин.
- «Обама — социалистический Джокер». В августе 2009 года в Лос-Анджелесе появились плакаты, изображающие президента США Барака Обаму, загримированного под Джокера с помощью фотошопа. Под портретом была надпись: «Социализм». Ранее подобные изображения получили популярность в Интернете[132].
- В восьмом эпизоде шестого сезона «Epic Rap Battles of History» Джокера сыграл Питер Шуков.

#### Известные фанатские фильмы
- «Бэтмен: Тупик» (англ. Batman: Dead End, 2003) — в роли Джокера Эндрю Кёниг[133].
- «Грейсон» (англ. Grayson, 2004) — в роли Джокера Брайан С. Бетел[134].
- «Женщина-кошка: 9 жизней» (англ. Catwoman: Nine Lives, 2005) — в роли Джокера Майкл Саймон.
- «Пациент Джей» (англ. Patient J, 2005) — в роли Джокера Пол Молнар[135][136].
- «Бэтмен: Легенды» (англ. Batman Legends, 2006) — в роли Джокера Пол Молнар.
- «Джокер» (англ. Joker, 2006) — в роли Джокера Брайан Бокбрайдер.
- «Звёздный путь против Бэтмена» (англ. Star Trek Versus Batman, 2006) — в роли Джокера Гэвин Ралон.
- «Проект „Тёмный рыцарь“» (англ. The Dark Knight Project, 2008) — в роли Джокера: Брайан Жарро, Стив Лекас, Луи Руис (голос).
- «Индиана Джонс и реликвии Готэма» (англ. Indiana Jones and the Relic of Gotham, 2008) — в роли Джокера Брайан Финифтер.
- «Голливудский Джокер» (англ. Hollywood Joker, 2008) — в роли Джокера Мэтт Синкуанта.
- «Рождённый смеющимся» (англ. Born Laughing, 2008) — в роли Джокера Джош Дэвидсон.
- «Убийство Бэтгёрл» (англ. Killing Batgirl, 2009) — в роли Джокера Клифф Поше.
- «Бэтмен: Прах к праху» (англ. Batman: Ashes to Ashes, 2009) — в роли Джокера Маттьё Лемёнье.
- «Мистер Джей» (англ. Mr. J, 2010) — в роли Джокера Крис Нотарайл.
- «Умри, смеясь» (англ. Die Laughing, 2010) — в роли Джокера Крис Нотарайл.
- «Месть с улыбкой» (англ. Vengeance with a Smile, 2010) — в роли Джокера Джош Дэвидсон.
- «Город шрамов» (англ. City of Scars, 2010) — в роли Джокера Пол Молнар[137].
- «Возвращение Джокера» (англ. The Joker Returns, 2010) — в роли Джокера Мэтт Синкуанта.
- «Блоги Джокера» (англ. The Joker blogs, 2008—2017), сериал — в роли Джокера Скотт МакКлюр.
- «Бэтмен: Линия» (англ. Batman: The Line, 2011) — в роли Джокера Генри Трипсон.
- «Хроники Джокера: Первая кровь» (англ. The Joker Chronicles: First Blood, 2011) — в роли Джокера Дейли Нельсон.
- «Летучие мыши в часовой башне» (англ. Bats in the Clocktower, 2011) — в роли Джокера Райан Грегори.

## Критика и отзывы
- Джокер занял первое место в списке величайших злодеев всех времён по версии журнала «Wizard»[138] и пятое в списке двухсот величайших персонажей комиксов того же журнала, что является лучшим результатом для суперзлодея[139].
- В 2009 году Джокер занял 2 место (уступив лишь Магнето из «Marvel Comics») в списке 100 величайших злодеев комиксов по версии IGN[140].
- Джокер на 8 месте в рейтинге 50 величайших персонажей комиксов по версии журнала «Empire», что является наивысшим результатом для злодея[141].
- Джокер получил 30 место в списке 100 величайших вымышленных персонажей сайта Fandomania.com[142].
- Джокер из фильма «Бэтмен» (в его роли Джек Николсон) получил 45 место из 50 в списке 100 лучших героев и злодеев по версии Американского института киноискусства.
- За роль Джокера Хит Леджер получил премию «Оскар» посмертно.
- Джокер в исполнении Хита Леджера занимает третье место в рейтинге 100 величайших киноперсонажей по версии британского издания «Empire»[143].
- Джокер Хита Леджера получил кинонаграду MTV в номинации «Лучший злодей».
- На церемонии «Spike Video Game Awards» в 2011 году Джокер, представленный в игре «Batman: Arkham City», был признан игровым персонажем года, в честь чего он «выступил» на церемонии[144].
- За роль Джокера Хоакин Феникс получил премию «Оскар» в 2020 году. Таким образом Джокер стал вторым персонажем в истории, за роль которого актёры дважды получали премию «Оскар», а также вторым персонажем за роль которого были получены Оскары за главную роль и роль второго плана (первым стал Вито Корлеоне из серии фильмов «Крёстный отец»).